# モーセの発見 (ジェンティレスキ)
『モーセの発見』（モーセのはっけん、伊: Mosè salvato dalle acque、西: Moisés salvado de las aguas、英: The Finding of Moses）は、17世紀イタリア・バロック期の画家オラツィオ・ジェンティレスキが晩年の1630年代初期にキャンバス上に油彩で制作した絵画である。『旧約聖書』の「出エジプト記」 (2章2-10) に記述されているモーセに関する逸話を主題としている。2点のヴァージョンがあり、最初のヴァージョンはロンドン・ナショナル・ギャラリーに、2番目のヴァージョンはマドリードのプラド美術館に所蔵されている。両方のヴァージョンとも、ジェンティレスキがチャールズ1世に仕えていたロンドンで制作された。

## 歴史
ジェンティレスキは、ローマ、トリノ、ジェノヴァ、パリなどで画家として国際的に活躍し、1626年にはロンドンに到着した。彼はチャールズ1世の宮廷で絵画を制作したが、本作の第1ヴァージョンはチャールズ1世の王妃ヘンリエッタ・マリアにより委嘱された。作品は、ほぼ間違いなく王夫妻の息子であり跡継ぎとなる将来のチャールズ2世の誕生を祝うためのものであった。2020年に、国家遺産記念基金、芸術基金や複数の財団、個人の援助、および募金活動により、ロンドンのナショナル・ギャラリーに購入された。
一方、第2ヴァージョンは、ジェンティレスキが1633年にスペイン王フェリペ4世への贈り物として送ったもので、おそらく1629年にフェリペ4世の跡継ぎとなるバルタサール・カルロス王子の誕生を祝すための作品であった。あるいは、ジェンティレスキが自身の故郷であるトスカーナへ戻るための支援をフェリペ4世に求めるために描いたのかもしれない。スペイン王室のコレクションに入ったこの作品は、後にプラド美術館に移された。

## 主題
「出エジプト記」によれば、エジプトに移住したイスラエルの民は人口が増大したが、エジプト人たちに迫害されるようになった。ファラオは「イスラエルの民に男子が生まれたら殺せ」という命令を下す。そのころ、レビ族のアムラムとヨケベド夫婦に息子が生まれたが、ヨケベドは赤子を殺すことができず、籠に入れてナイル川の葦の中に置いた。彼の姉ミリアムは近くに隠れて、成り行きを見守っていた。すると、ファラオの娘が侍女たちを連れて、川に水浴びをしにやってくる。籠を見つけたファラオの娘が赤子を宮殿に連れ帰ろうとした際、ミリアムが彼女の前に進み出て、赤子の乳母を見つけたと申し出、母ヨケベドを連れてきた。結局、ヨケベドはモーセを育てることになる。ファラオの娘は、赤子を川から引き上げたため、彼を「引き上げる」という意味の「モーセ」と名づけた。

## 作品

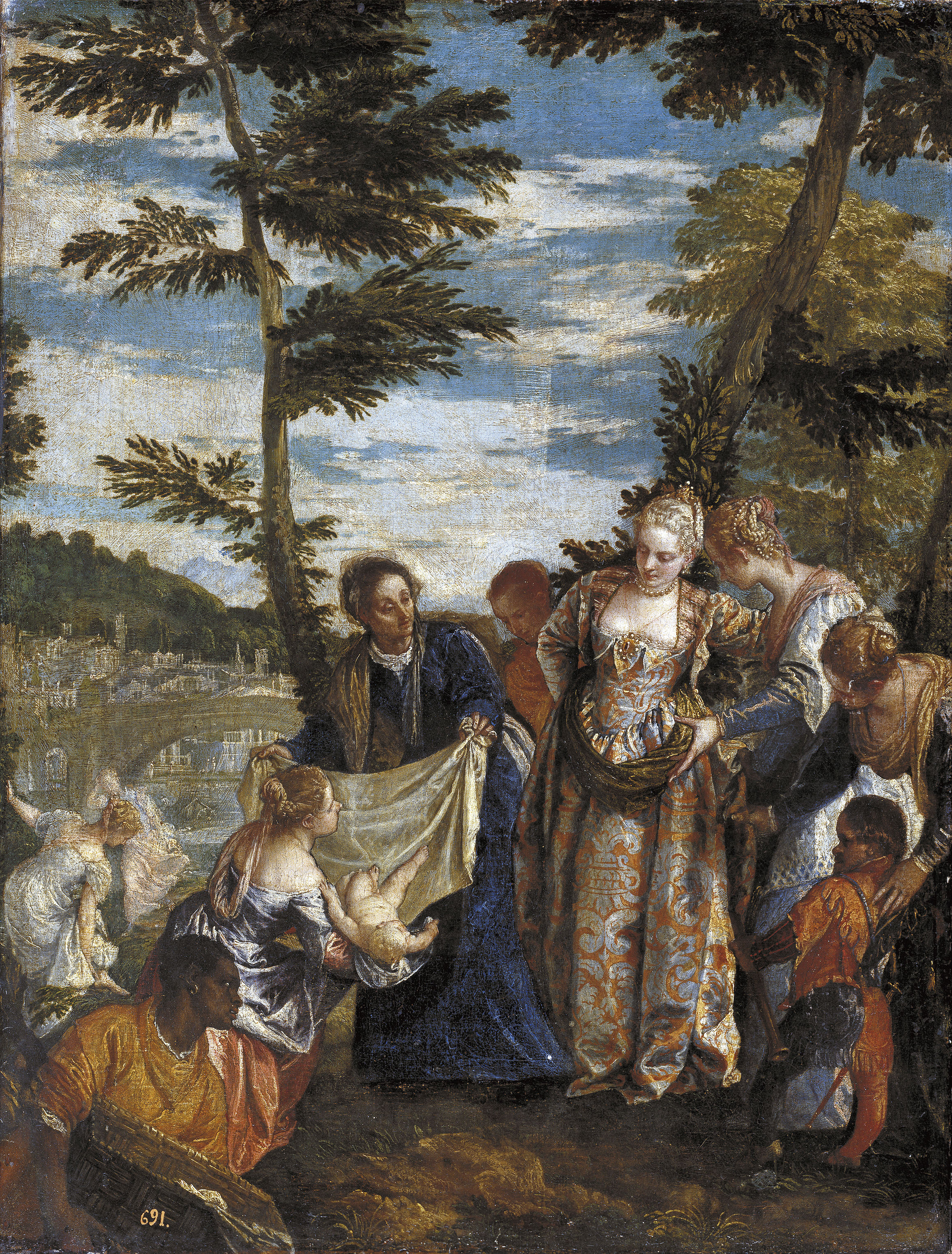
ヴェロネーゼ『モーセの発見』 (1580年ごろ)、プラド美術館、マドリード

『モーセの発見』は、チャールズ1世とフェリペ4世に称賛された盛期ルネサンスのヴェネツィア派の巨匠ヴェロネーゼの祝祭的な情景へのジェンティレスキによるオマージュとなっている。第1ヴァージョンでは9人、第2ヴァージョンでは8人の等身大の女性像が、構図の中心をなす、川から引き上げられた籠の周囲を取り巻いている。籠の中の白い布の上には、身を捩る丸々としたモーセが見える。何人かの女性が発見された赤子を見つめるために身体を屈めている。第1ヴァージョンでは2人の女性が籠の見つかった川のほうを身振りで指し示している。素晴らしい黄色の衣服を身に着けているのはファラオの娘である。画面左側で敬いを示しつつ跪いているのはミリアムで、その横で赤色と白色の服を纏い、ミリアムの身体に腕を回している女性は彼女とモーセの母ヨケベドである。ファラオの娘は彼女たちの関係に気づかずに、ヨケベドのほうを振り返っている。
ジェンティレスキはイタリア・バロック期の巨匠カラヴァッジョの影響を強く受けた画家であるが、故郷のトスカーナで培った技術も保っており、それは確かなデッサンに裏打ちされた優雅な人物描写に見て取れる。また、画家は常時、サテンと絹に見られる光沢と透明感など衣服を描くのを喜びとしていたが、『モーセの発見』にはその本領が発揮されている。ファラオの娘は真珠と宝石で縁取りされたドレスを身に着け、頭部 (第2ヴァージョン) には画家が非常に繊細に描いているティアラを着けている。風景は、ヴェネツィア派の巨匠ティツィアーノにも匹敵する抒情的なものである。第2ヴァージョンの背景にはオレンジ色の明るい夕暮れとナイル川が見える。